# Munții Șureanu
Munții Șureanu (Sebeș) sunt o grupă muntoasă a Munților Șureanu-Parâng-Lotrului, aparținând lanțului muntos al Carpaților Meridionali. Cel mai înalt pisc este Vârfu lui Pătru, având 2.130 m.
Munții Șureanu (Sebeș) au înălțimi relativ medii și mici și ocupă o suprafață destul de întinsă, 1585 km². Sunt lipsiți de creste zvelte și de custuri glaciare, însă au suprafețe de eroziune întinse.

## Localizare
- Valea Mureșului la nord;
- Munții Cindrel la est;
- culoarul Streiului inferior la vest;
- depresiunile Hațeg și Petroșani la sud.

## Climă
Iarna temperaturile medii variază între -2 °C la marginea munților și -7 °C la peste 2000 de m. altitudine.
Invaziile de aer maritim care se produc în vestul țării pătrund pe culoarul Mureșului până spre Alba Iulia, determinând creșteri ușoare ale temperaturii pe rama nordică a munților până la înălțimea de 1000 m.
Inversiunile de temperatură sunt frecvente în depresiunea Oașa și în Depresiunea Petroșani
Vara temperaturile medii ajung la 8 °C la altitudini de peste 2000 m. și la peste 19 °C la poalele munților.
În cursul anului, cele mai mari abateri de la mediile lunare se înregistrează iarna, și mai cu seamă primăvara, datorită circulației atmosferice mai întense. În lunile de vară, variațiile de temperatură au valori scăzute.

## Hidrografie

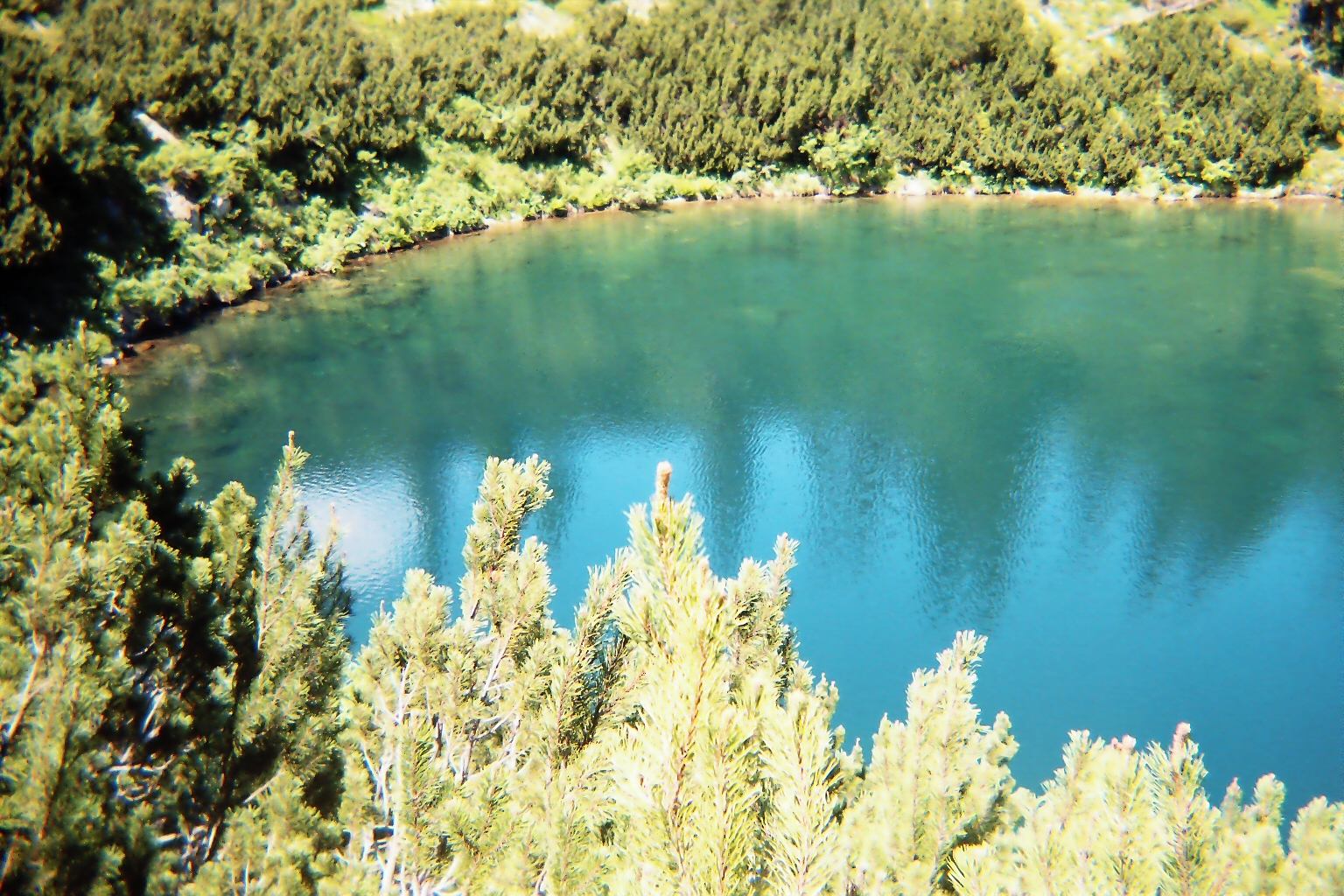
Lacul Șureanu

Munții Șureanu reprezintă un uriaș castel de ape subterane și de suprafață.
În calcare apele subterane se găsesc în rețele de fisuri și goluri carstice. În adânc rezultă cursuri de apă cu lungimi de sute și mii de metri. Izvoarele de tip resurgență (Șipot, Șura Mare, Ciclovina) sau exurgență (Izvorul de sub Piatră, Cuculeu) apar în mod obișnuit la marginea zonei calcaroase.
Temperatura izvoarelor, chiar în timpul verii este destul de coborâtă, ajungând până la 4-6 °C la 2000 m.

### Râuri
- Sebeșul (L = 88 km, S = 1.280 km²).
- Pianul  (L = 31 km, S = 133 km²).
- Cugirul (L = 54 km, S = 354 km²); izvorăște de sub Vârfu lui Pătru.
- Streiul (L = 89 km, S = 1.970 km²).

Numai cursul  superior  al Streiului străbate zona montană și se numește râul Petros, părăsind munții în zona localității Baru Mare.

### Lacuri
Lacurile naturale au origine glaciară și nivală.
- Lacul Șureanu se găsește pe treapta inferioară a circului glaciar din estul Vârfului Șureanu. Este populat cu păstrăv indigen și se află într-o locație magnifică, înconjurat de jnepeni.
- Iezerul și Iezerașul se află pe treptele superioare ale circului Cârpa și sunt lacuri nivale.

## Vegetație

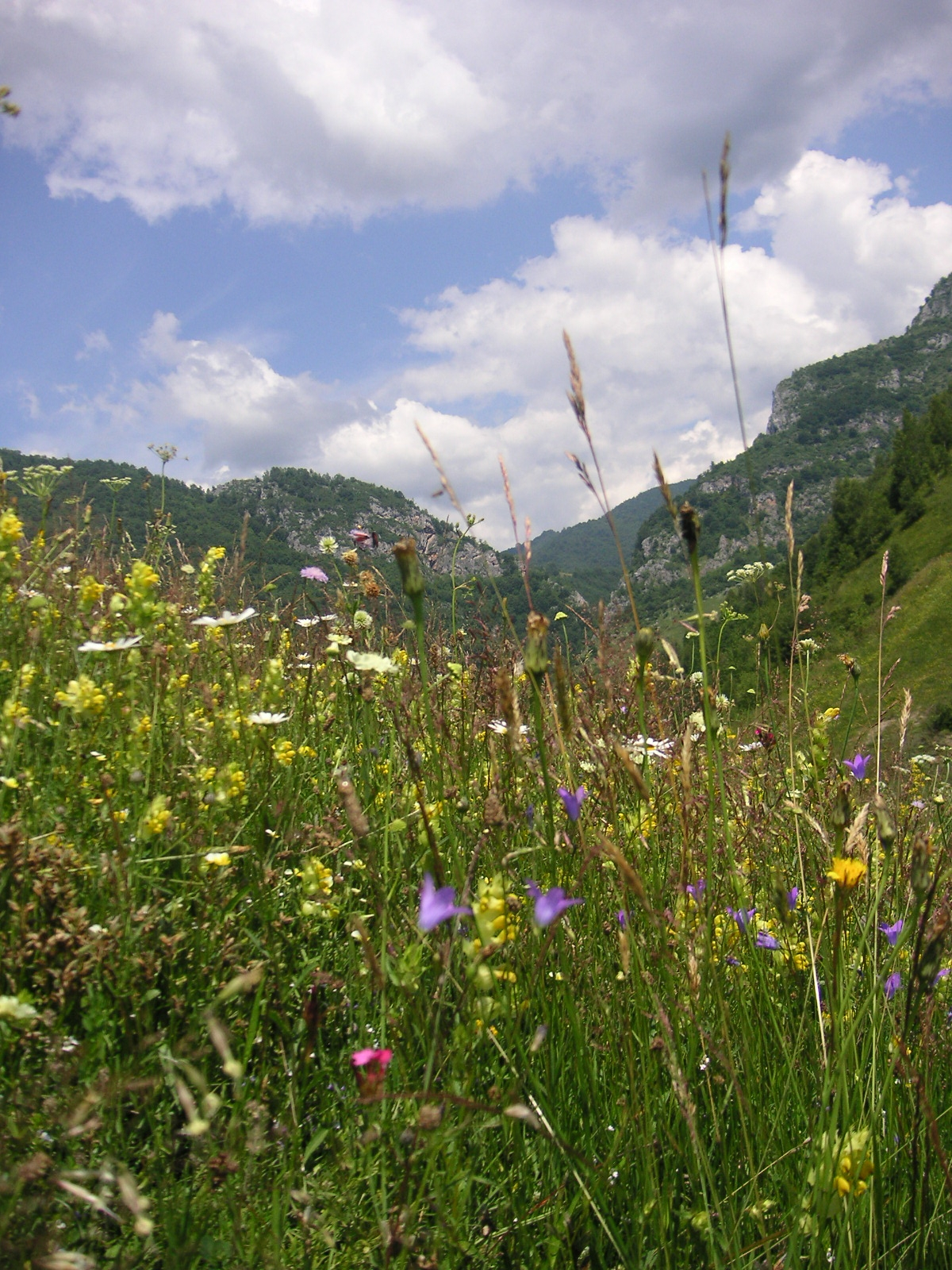
Vegetație din M-ții Șureanu

Munții Șureanu oferă condiții favorabile dezvoltării unor grupări vegetale caracterizate printr-o mare varietate floristică. Se pot diferenția mai multe etaje de vegetație care se succed pe verticala muntelui.
Etajul alpin, reprezentat prin pajiști apare insular doar pe vârfurile ce depășesc 2000 de metri. Golul alpin coboară uneori până la 1900 de metri datorită defrișării masive a jnepenilor. Între componentele vegetatiei pajiștilor alpine amintim Coarna (Carex curvula), Parușca (Festuca supina), Rugina (Juncus trifidus), Clopoțeii(Campanula alpina), Ochiul găinii (Primula minima), Degetaruțul (Soldanella pussila), Piciorul cocoșului alpin (Ranunculus alpestris), Unghia păsării (Viola declinata), spânzul (Helleborus purpurascens), coacăzul de munte (Brukenthalia spiculifolia) etc.
Etajul subalpin cuprinde toate vârfurile și crestele între 1700 și 1950 m.
Vegetația lemnoasă este reprezentată în principal de Jnepăn(Pinus mugo), Ienupăr(Juniperus communis), Smîrdar (Rhododendron Kotsckyi), Azalee pitică (Loisleuria procumbes), Părușca (Festuca supina), Scrântitoare (Potentilla ternata), Afin(Vaccinium myrtillus), Merișor(Vaccinium vitis idaea).
Etajul pădurilor de molid, cuprins între 1300 și 1700 m, este alcătuit în principal din molidișuri pure (Picea abies), brad(Abies alba), zimbru(Pinus cembra), scorușul de munte (Sorbus aucuparia), socul (Sambucus racemosa), paltinul de munte(Acer pseudoplatanus).
În răriștile din pădure apar: Macrișul iepurelui(Oxalis acetosella), Perișorul(Moneses uniflora), Feriga(Driopteris filix mas).
Etajul pădurilor de foioase este alcătuit din păduri de fag în amestec cu molid, brad, și păduri de fag în amestec cu gorun și ocupă suprafețe apreciabile în partea de nord și de vest a masivului. Pădurile de amestec de fag cu rășinoase au extensiune mai mare în cursul superior al văilor Strei și Cugir, la înălțimi cuprinse între 900 și 1400 m; ele sunt alcătuite din fag(Fagus silvatica), molid(Picea abies), brad(Abies alba), paltin de munte(Acer pseudoplatanus), ulm de munte(Ulmus glabra), scoruș de munte(Sorbus aucuparia).
Pădurile de fag înconjoară ca un brâu masivul pe laturile sale nordice și vestice, ocupând spațiile cuprinse între 500 și 1050 m, iar pe văi urcă pană la 1500 m, îndeosebi în bazinul Grădiștei.
În lungul râurilor se dezvoltă pâlcuri de anin și specii ierboase, ca: morcovul sălbatic(Daucus carota), floare de nu-ma-uita(Myosotis palustris), ciucuraș(Adenostyles alliariae), stirigoaie(Veratrum album), mușchi(Minium punctatum), pufulița(Epilobium mutans), sovar de munte(Poa trivialis).
Apele curgatoare constituie mediu prielnic pentru mana de apă(Glyceria aquatica), șovar(Sparganium erectum), floarea de lac(Ranunculus repens), sânziene de apă(Galium palustre).

## Fauna
În etajul alpin pot fi văzute nenumărate păsări, așa cum sunt: ciocârlia urecheată (Eremophila alpestris), pasărea omătului (Plectrophenax nivalis), fâsa de munte (Anthus spinolleta), pietrarul (Oenanthe oenanthe), brumărița (Prunella collaris) și mierla de piatră. În zilele călduroase, pe pajiștile alpine se pot vedea vipera comună (Vipera berus), șopârla de munte (Lacerta vivipara) și numeroase specii de fluturi.
În locurile umede de la obârsia râurilor, din circurile glaciare, trăiesc broasca de munte (Rana temporaria), salamandra (Salamandra salamandra) și tritonul (Triturus alpestris).
Dintre mamifere, se întâlnesc ursul (Ursus arctos), lupul (Canis lupus), vulpea  (Vulpes vulpes), mistrețul (Sus scrofa), căprioara (Capreolus capreolus), veverița, viezurele, iepuri, jderi (Martes martes) și râsul (Lynx lynx), etc.
Apele râurilor sunt săgetate de pești, așa cum sunt păstravul indigen (Salmo trutta fario), lipanul (Thumallus thumallus), moioaga (Barbus meridionalis petenyi) și nisiparița (Sabanejeria romantica), iar dintre nevertebrate se poate aminti racul (Astacus torrentium).

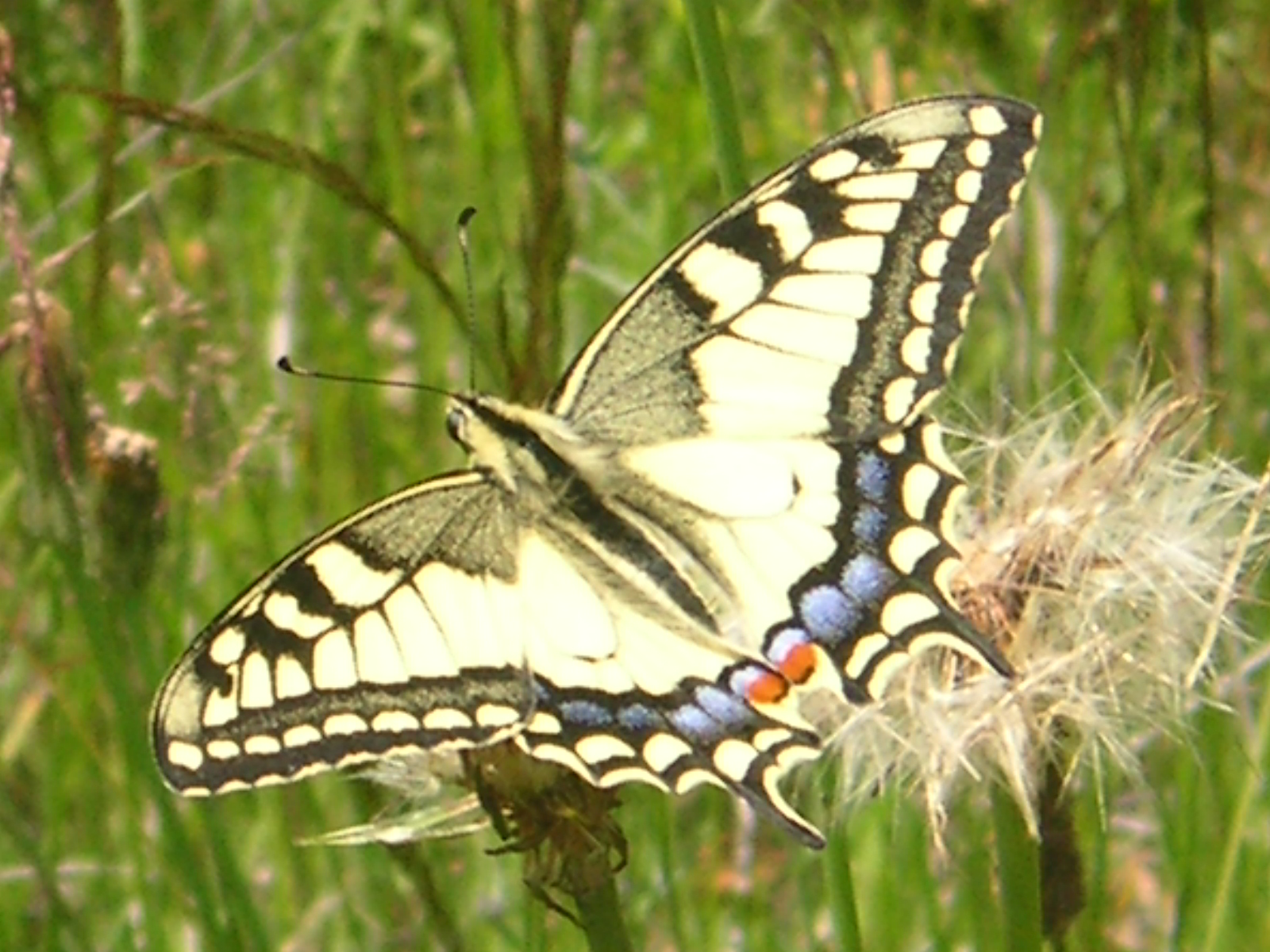
Fluture cu coadă de rândunică

## Locuitori-istorie-ocupații umane
Bordura și împrejurimile munților au fost locuite din cele mai vechi timpuri. Dovezi materiale ale unei locuiri in perioada paleolitică s-au descoperit în peșteri ca Bordul Mare și Ciclovina Uscată - urme de vetre de foc, unelte de os și cremene, fragmente de schelete de Ursus spelaeus (Urs de peșteră), Equus caballuus (Cal), Canis lupus (Lup), care atestă așezări din comuna primitivă.
Vestigii neolitice s-au descoperit în multe așezări, de la poalele  muntelui și în depresiuni (Turdaș, Tărtăria, Petrești). Elemente de trecere din neolitic la  epoca bronzului(cultura Coțofeni) s-au descoperit la Sebeș (Râpa Roșie, Răchita, Sebeșel.
Epoca bronzului și epoca fierului, când s-a conturat formarea poporului și culturii geto-dace, sunt bine reprezentate la Călan, Strei, Sebeșel, Pianu de Jos ș.a.
În aceste locuri (conform descoperirilor arheologice) a existat nucleul stăpânirii dace și, ulterior, al celei romane; mai târziu, până aici s-a extins voievodatul lui Litovoi.  Urmele de locuire dacică sunt numeroase și apar sub formă de așezări militare sau civile, locuințe izolate și stâne. Epoca de conviețuire daco-romană apare sub forma de „ vilae rusticae ”, precum și prin castrele de la Târsa, 
Aușel - Vârful lui Pătru, Vf. Godeanu.
Vestigile medievale, sunt  reprezentate prin ruinele unor cetăți și turnuri de pază (Sibișel, Crivadia sau lacașe de cult.
Activitatea agricolă, deosebit de intensă la marginea spațiului montan, a pătruns și în interiorul acestuia, până la înălțimi de 800–1000 m., cu plante adaptabile la temperaturi scăzute (cartof, porumb ,varză, etc). Creșterea animalelor are tradiții străvechi pe aceste meleaguri, iar deplasări transhumante se practicau în mod obișnuit.
Pe lângă așezările permanente în Munții Șureanu, sunt, de asemenea, o serie de așezări temporare (stâne, cabane forestiere), majoritatea aflându-se pe culmile din partea centrală a muntelui, la peste 1500 de m.
Activitatea industrială s-a dezvoltat la bordura masivului, în așezările din depresiuni (Petrila, Petroșani, Sebeș, Orăștie, Hațeg, Pui, pe baza materiilor prime locale și a tradiției.

## Turism
În cuprinsul Munților Șureanu întâlnim numeroase obiective turistice de natură istorică, folclorică, biogeografică, hidromorfologică, etc. În partea sudică a masivului, unde predominant este calcarul sunt întâlnite chei, peșteri uscate, peșteri active, canioane, aceste locații fiind ideale pentru practicarea alpinismului, speologiei sau a canyoningului.

### Obiective istorice
Fortificații dacice:
- Cetatea Sarmizegetusa Regia, considerată capitala Daciei, este așezată pe piciorul sud-vestic al vârfului Godeanu (1656 m.) fiind cea mai importantă și mai mare din cetățile Daciei, prezentând o incintă fortificată și una sacerdotală.[4]
- Cetatea Blidaru este situată pe dealul (703 m) cu același nume. Cetatea avea un pronunțat caracter strategic, prin poziția sa barând înaintarea pe valea Grădiștei.
- Cetatea Costești este situată pe dealul Cetățuia (561m.)
- Cetatea Piatra Roșie;
- Cetatea de la Peștera Bolii (Bănița);
- Cetatea de la Cugir;
- Cetatea de la Căpâlna;

Fortificații feudale:
- Cetatea feudală de la Sibișel;
- Turnul medieval de la Crivadia;
- Cetatea feudala de la Săsciori;

#### Obiective naturale

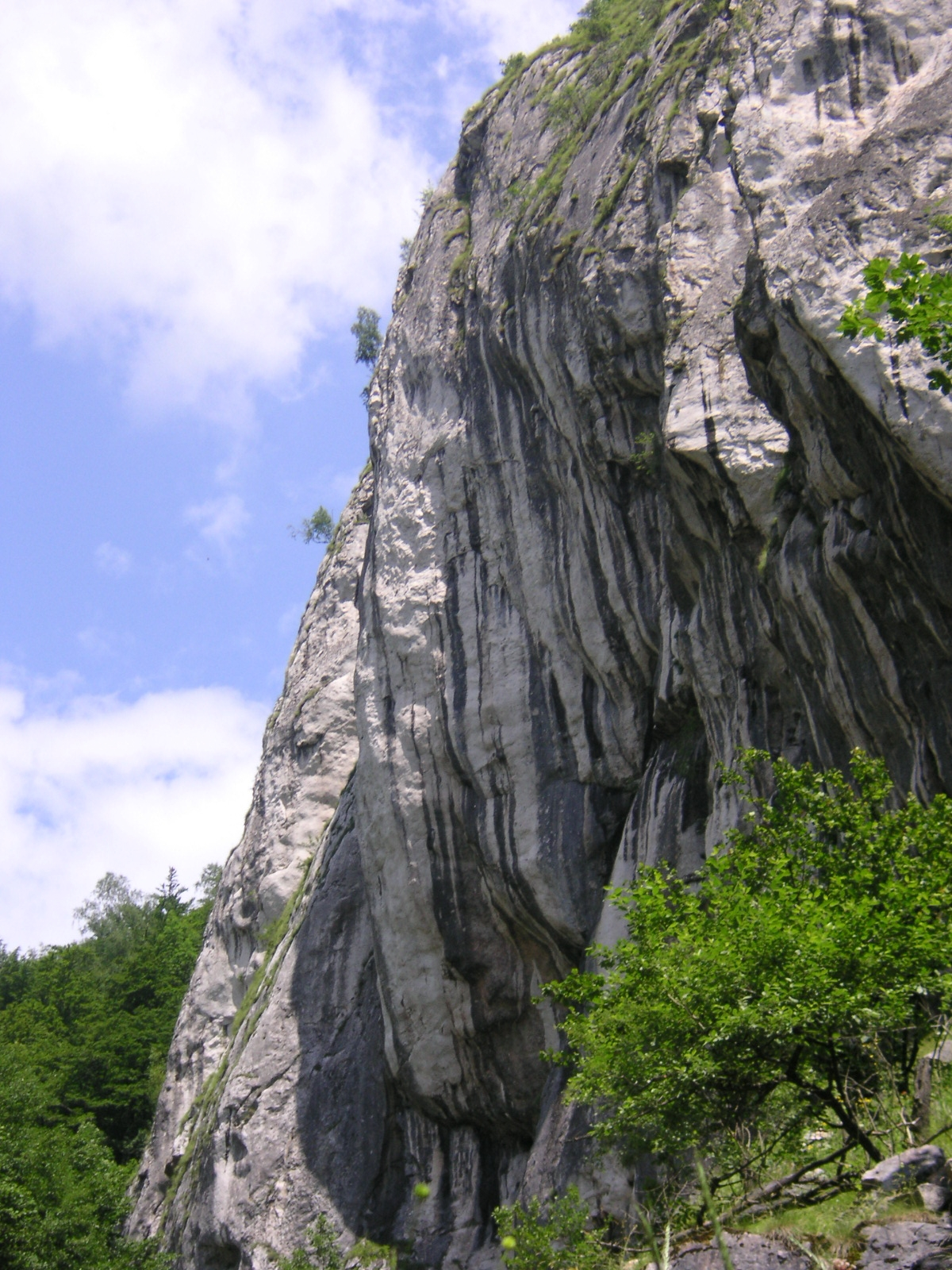
Cheile Roșiei-Munții Șureanu

- Cheile Crivadiei - Rezervatie naturală de tip mixt, de categoria a IV-a, inclusă pe Lista ariilor protejate din județul Hunedoara, aflată în apropierea satului Crivadia, în imediata apropiere a monumentului feudal Turnul Crivadiei. Suprafața rezervației însumează 10, 0 ha, remarcându-se prin frumusețea peisajului, dar și prin flora bogată și variată , o adevarată „oaza” termofilă, cu numeroase elemente dacice și daco – balcanice, conservate la adăpostul substratului calcaros.[5]
- Cheile Băniței - Dealul Bolii - Rezervație naturală de tip mixt, de categoria a IV-a, situată , în apropierea DN66, Deva – Petroșani, cu o suprafață de 10,0 ha. Dealul Bolii este un pinten calcaros cu pereți abrupți și izolat dominând peisajul din jur. Aici se dezvoltă o floră care include numeroase endemisme și specii sudice, în vârful dealului se mai păstrează zidurile de apărare ale cetății Bănița
- Cheile Taiei și Cheile Roșiei sunt sculptate într-o ramă calcaroasă prinsă de-a lungul unei falii între șisturi cristaline. Deși scurte ele sunt spectaculoase, iar în pereții lor se deschid numeroase peșteri.
- Cheile Râului Mic (Cugirului);

##### Speologie
- Cioclovina - situată în nord-vestul Munților Sebeș, este una dintre cele mai mari rezervații speologice din România; Peștera Ciclovina, inclusă în Complexul carstic Cioclovina-Ponorici, a fost locuită încă din perioada Paleoliticului Superior. Ciclovina cu Apă comunică cu Peștera Ponorici, cu care formează un sistem hidrocarstic lung de 7,9 km. Vizitarea acestui sistem este recomandată numai persoanelor bine echipate și antrenate, întrucât aici există lacuri și sifoane;
- Peștera Valea Stânii, care este strabătută de pârâul Călianu. Descoperită în 1983, peștera, în lungime de 1,5 km, a fost declarată rezervație speologică, fiind una dintre cele mai frumoase peșteri din țară. O atracție deosebită o exercită lacul suspendat și speleotemele din Galeria Nouă. Accesul este permis numai sub conducerea speologilor.[6]
- Peștera Șura Mare, săpată în placa de calcare tectonice cu care se continuă la suprafață cristalinul versantului sudic al Munților Șureanu/Sebeș, Peștera Șura Mare, este considerată, datorită complexității sistemului, al proporțiilor și al speleotemelor, pe cât de rare pe atât de impresionante, unul din cele mai grandioase fenomene carstice din România[7]
- Peștera Tecuri, situată în nordul munților Șureanu, are săli deosebit de bogate și divers împodobite cu fermecătoare concrețiuni de calcar, transparente , incolore sau colorate în nuanțe ce variază între roz pastel si roșu violet. Reprezintă un unicat între peșterile României.

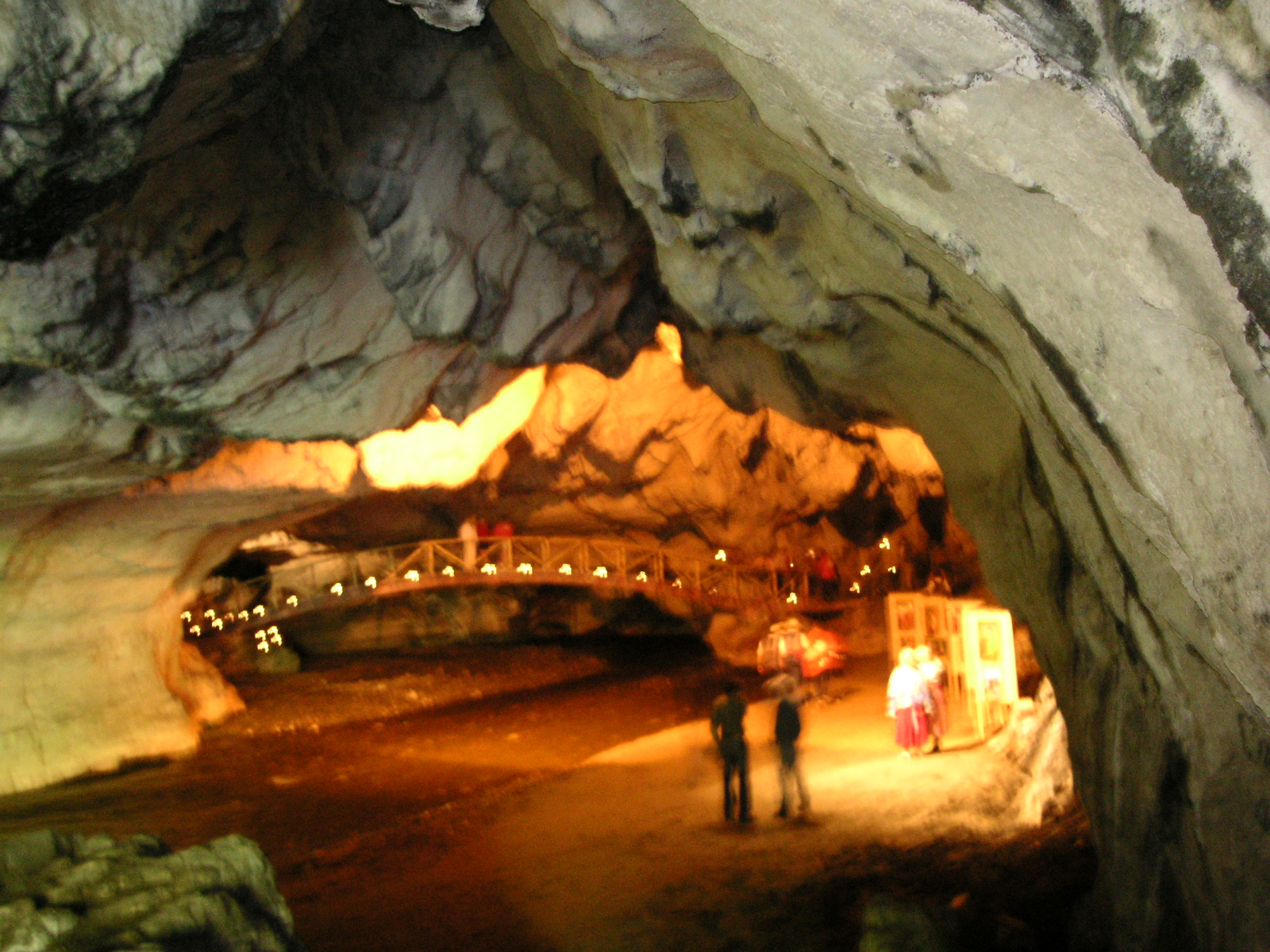
Eveniment in Peștera Bolii

- Peștera Bolii este o rezervație naturală, intrarea fiind făcută printr-o arcadă care are înălțimea de 46 de metri, iar din interiorul său izvorăște pârâul Galbena. Obiectivul turistic a fost amenajat și electrificat, fiind la numai 150 de metri de șoseaua Petroșani - Hațeg.